# 前田嘉明
前田 嘉明（まえだ よしあき、1916年11月13日 - 2000年7月12日）は、日本の心理学者。1962年「記憶抑制の研究-力学的痕跡理論を中心に-」で大阪大学文学博士。鳴門教育大学名誉教授。1981年から1988年まで鳴門教育大学大学学長を務めた。

## 人物
政治家で立憲政友会所属の元衆議院議員・前田米蔵の次男。娘婿は政治家で自由民主党所属の元衆議院議員・谷川和穂。森山欽司と千代田区立麹町小学校、東京帝国大学法学部で学友だった。

## 著書

### 単著
- 『人間を問う』（2002年7月、大阪大学比較行動学研究会）
- 『アムウエイの心理学』（1994年12月、ソフィア）
- 『心理学と人間理解』（1988年9月、ブレーン出版）

### 共著
- 『現代青少年の発達加速』（沢田昭、1982年9月、創元社）
- 『英才児』（R.ショーバン、西畑明、1980年4月、朱鷺書房）
- 『講座現代の人間学 5』（ハンス・ゲオルク・ガダマー、パウル・フォーグラー、1980年2月、白水社）

## 論文

### 記憶関係
- 「再生機制の一考察 (1)(2)」 『心理学研究』 第15巻 3輯 - 4輯 1940
- 「記憶的抑制の研究」 『心理学研究』 第21巻 3・4合併号 1951
- 「記憶行動-経験効果の意義」 天野利武監修 『心理学への招待』 六月社 1966
- 「記憶」 真辺春蔵編 『心理学の基礎』 朝倉書店1970

### 比較行動学関係
- 「転移行動の考察-比較行動学の立場から」『大阪大学文学部創立十周年記念論文集』1959
- 「動物社会と Ritualisation 」 今西錦司編 『動物の社会と個体』 岩波書店 1959
- 「衝動論序説-比較行動学よりの接近」 『海星女子短期大学紀要』 第2号 1962
- 「転移行動の諸問題-ハリヨ及びその他の動物の資料を中心に」 『動物心理学年報』 第13巻 2輯 1963
- 「行動発達の様式-初源行動の発生学的知見とその批判」 『心理学評論』 第13巻 1号 1970
- 「攻撃性の問題性-Lorenz の (いわゆる邪悪なるもの) を中心に」 『大阪大学人間科学部紀要』 第1号 1975
- 「転移行動論-比較行動学の立場から」 『大阪大学人間科学部紀要』 第6号 1979
- 「ローレンツ」 『教育心理』 第30巻 4号 1982

### 発達加速現象関係
- 沢田昭と共著 「発達加速現象の研究 I. 日本の年間加速現象について」 『心理学評論』 第1巻 2号 1957
- 沢田昭ほかと共著 「発達加速現象の研究 III. 発達勾配現象について」 『心理学評論』 第3巻 1号 1959
- 「発達の加速現象」 『児童心理学ハンドブック』 金子書房 1959

### 性科学関係
- 「性」 『現代教育学 16. 青年の問題』 岩波書店 1961
- 「性の諸問題-現代の視点から」 『青少年問題研究』 第9巻 1966
- 「性の人間学的考察」 津留宏編 『性差心理学』 朝倉書店 1970
- 「性の異常性-人間学的倒錯理論を中心に」 『青少年問題研究』 第16巻 1970

### 行動一般
- 「K. Goldstein の『トーヌスの誘導変化』について-実験観察と理論」 『心理学研究』 第19巻 1輯 1944
- 「生活体-ゲシュタルト理論的考察」 高木貞二ほか編 『現代心理学の展開』 学生書房 1948
- 「生活体と共感覚」 『東京女子大学論文集』 第1巻 1号 1952
- 霜山徳爾と共著 「現代ドイツ心理学」 『心理学講座 1. 現代心理学』 中山書店 1953
- 「Freude と精神身体医学」 大阪大学学生相談所紀要 『カウンセリング研究』 第2号 1965
- 「可能性としてのフロイト」 『現代思想』 第3巻 1973